# Erigorgus stenotus
Erigorgus stenotus är en stekelart som beskrevs av Dasch 1984. Erigorgus stenotus ingår i släktet Erigorgus och familjen brokparasitsteklar. Inga underarter finns listade i Catalogue of Life.